# ذو الحجة
- السبت
- الأحد
- الاثنين
- الثلاثاء
- الأربعاء
- الخميس
- الجمعة

- 2624 مايو 2025
- 2725 مايو 2025
- 2826 مايو 2025
- 2927 مايو 2025
- 128 مايو 2025
- 229 مايو 2025
- 330 مايو 2025
- 431 مايو 2025
- 51 يونيو 2025
- 62 يونيو 2025
- 73 يونيو 2025
- 84 يونيو 2025
- 95 يونيو 2025
- 106 يونيو 2025
- 117 يونيو 2025
- 128 يونيو 2025
- 139 يونيو 2025
- 1410 يونيو 2025
- 1511 يونيو 2025
- 1612 يونيو 2025
- 1713 يونيو 2025
- 1814 يونيو 2025
- 1915 يونيو 2025
- 2016 يونيو 2025
- 2117 يونيو 2025
- 2218 يونيو 2025
- 2319 يونيو 2025
- 2420 يونيو 2025
- 2521 يونيو 2025
- 2622 يونيو 2025
- 2723 يونيو 2025
- 2824 يونيو 2025
- 2925 يونيو 2025
- 126 يونيو 2025
- 227 يونيو 2025

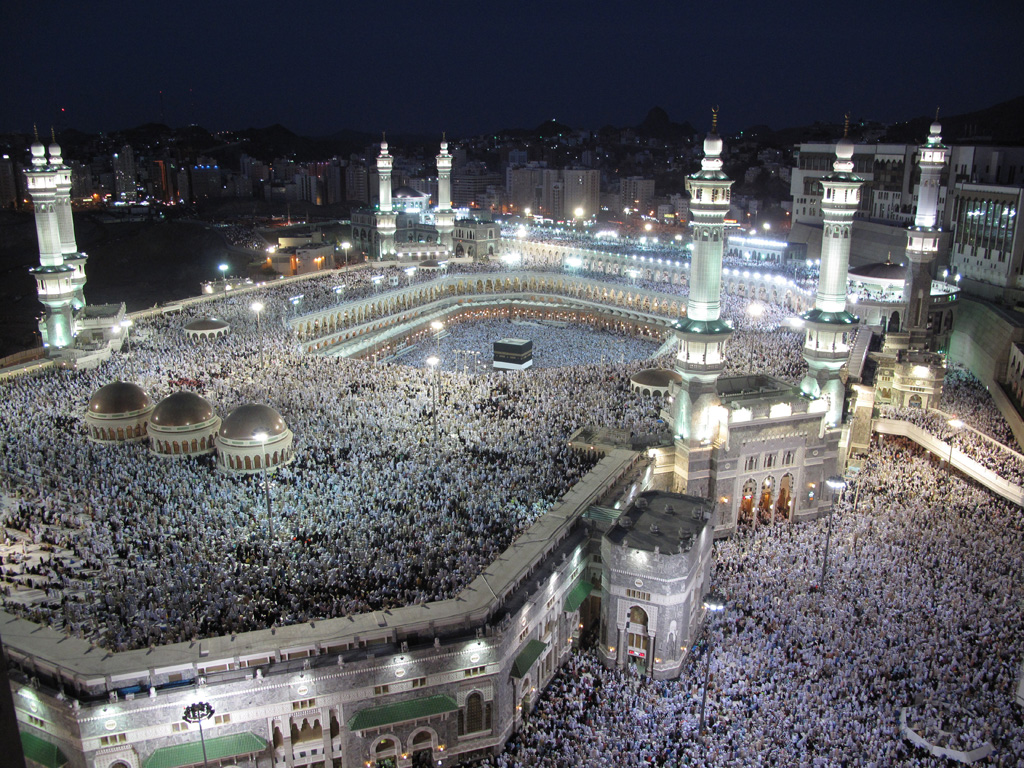

ذُو الحِجَّةِ هو الشهر الثاني عشر من السنة القمرية أو التقويم الهجري، والشهر الثاني من الأشهر الحرم، سُمّي بهذا الاسم نحو عام 412 م في عهد كلاب بن مرة الجد الخامس لرسول الله، وسمي بذلك لأنه يكون فيه الحج. وهو آخر الأشهر المعلومات التي قال فيها الله سبحانه وتعالى: ﴿الْحَجُّ أَشْهُرٌ مَعْلُومَاتٌ﴾ [البقرة:197]، وتبدأ هذه الأشهر بأول يوم من شوال، وتنتهي مع نهاية العاشر من ذي الحِجَّة. وفي اليوم التاسع من هذا الشهر يكون يوم عرفة ووقفة عرفات أو ما يسمى بيوم الحج الأكبر ويكون اليوم العاشر من ذي الحجة أول أيام عيد الأضحى المبارك عند المسلمين.

## أسماؤه
عرف العرب أربع مجموعات من الأسماء، للشهور العربية، كانت آخرها المجموعة المستخدمة حاليًا، وهي التي اتفق عليها العرب في مطلع القرن الخامس الميلادي. فقد كانت ثمود تسميه مُسبِلًا، وكان عند سائر العرب العاربة يُدعى نَعَس وبُرَك (من بروك الإبل في يوم النحر).

## شهر ذي الحجة في الجاهلية
كان ذو الحِجّة يُعقد فيه سوق ذي المَجَازِ من أوله بعد انصراف العرب من عكاظ الذي يقام آخر أيام ذي القعدة وكان من الأشهر الحرم لا تُستحل فيه الحُرمة ولا يًباح فيه القتل.

## شهر ذي الحجة في الإسلام
أقسم الله تعالى في سورة الفجر بالليالي العشر الأوائل من هذا الشهر فقال ﴿وَالْفَجْرِ ۝١ وَلَيَالٍ عَشْرٍ ۝٢﴾ [الفجر:1–2]
روي عن عبد الله بن عباس أن رسول اللّه ﷺ قال: 
| ذو الحجة | مَا مِنْ أَيَّامٍ الْعَمَلُ الصَّالِحُ فِيهَا أَفْضَلُ مِنْهُ فِي هَذِهِ الْعَشْرِ - يَعْنِي الْعَشْرَ الْأَوَائِلَ مِنْ ذِي الْحِجَّةِ، قَالُوا: وَلَا الْجِهَادَ فِي سَبِيلِ اللِه؟ قَالَ: وَلَا الْجِهَادَ فِي سَبِيلِ اللهِ إِلَّا رَجُلٌ خَرَجَ بِنَفْسِهِ وَمَالِهِ ثُمَّ لَمْ يَرْجِعْ مِنْ ذَلِكَ بِشَيْءٍ | ذو الحجة |

## أحداث في ذي الحجة
- 2 هـ تزوج علي بن أبي طالب من فاطمة بنت محمد ﷺ.
- 8 هـ ولادة إبراهيم بن محمد بن عبد الله.
- 23 هـ مقتل عمر بن الخطاب'الخليفة الثاني' للنبي ﷺ على يد أبو لؤلؤة فيروز.
- 35 هـ مقتل عثمان بن عفان'الخليفة الثالث' للنبي ﷺ.
- 60هـ وفاة معاوية بن أبي سفيان .